# Region Donau-Iller
Region Donau-Iller – region w Niemczech. Region leży w dwóch krajach związkowych: Badenia-Wirtembergia w rejencji Tybinga oraz Bawaria (Planungsregion) w rejencji Szwabia. Siedzibą regionu jest miasto Ulm.

## Podział administracyjny
W skład regionu Donau-Iller wchodzą:
- dwa miasta na prawach powiatu: jedno w Badenii-Wirtembergii (Stadtkreis) i jedno w Bawarii (kreisfreie Stadt)
- pięć powiatów ziemskich (Landkreis): dwa w Badenii-Wirtembergii i trzy w Bawarii

Miasta na prawach powiatu:
| Lp.                  | Nazwa miasta | Ludność (31 grudnia 2022) | Powierzchnia km² |
| -------------------- | ------------ | ------------------------- | ---------------- |
| Badenia-Wirtembergia |              |                           |                  |
| 1                    | Ulm          | 128.928                   | 118,68           |
| Bawaria              |              |                           |                  |
| 2                    | Memmingen    | 45.857                    | 70,11            |
| RAZEM                | RAZEM        | 174.785                   | 188,79           |

Powiaty ziemskie:
| Lp.                  | Nazwa powiatu | Ludność (31 grudnia 2022) | Powierzchnia km² | Liczba gmin |
| -------------------- | ------------- | ------------------------- | ---------------- | ----------- |
| Badenia-Wirtembergia |               |                           |                  |             |
| 1                    | Alb-Donau     | 202.476                   | 1.358,54         | 55          |
| 2                    | Biberach      | 206.513                   | 1,409,49         | 45          |
| RAZEM                | RAZEM         | 408.989                   | 2.768,03         | 100         |
| Bawaria              |               |                           |                  |             |
| 1                    | Günzburg      | 130.112                   | 762,43           | 34          |
| 2                    | Neu-Ulm       | 180.425                   | 515,84           | 17          |
| 3                    | Unterallgäu   | 150.068                   | 1.229,53         | 52          |
| RAZEM                | RAZEM         | 460.605                   | 2.507,80         | 103         |